# Alban Ceray
Alban Ceray, född 3 januari 1945, är en fransk skådespelare i pornografisk film, som medverkat i över 100 filmer sedan debuten 1975.